# Imperatoria
Imperatoria es un género de plantas herbáceas perteneciente a la familia de las apiáceas.  Comprende 33 especies descritas.

## Taxonomía
El género fue descrito por Carlos Linneo y publicado en Species Plantarum 1: 259. 1753. La especie tipo es: Imperatoria ostruthium L. 				

## Algunas especies
A continuación se brinda un listado de las especies del género Imperatoria aceptadas hasta septiembre de 2012, ordenadas alfabéticamente. Para cada una se indica el nombre binomial seguido del autor, abreviado según las convenciones y usos.
- Imperatoria altissima Leute
- Imperatoria angelica Borkh. ex P.Gaertn., B.Mey. & Scherb.
- Imperatoria angustifolia Bellardi
- Imperatoria aragonica Pourr.
- Imperatoria aromatica Salisb.
- Imperatoria caucasica Spreng.